# Valsemøllen
Valsemøllen af 1899 A/S er en dansk producent af mel, gryn og diverse mel- og frøblandinger. Virksomheden afsætter sine produkter til detailhandel, bagerier, foodservicevirksomheder og industri. De har hovedkvarter i Esbjerg. Valsemøllen blev grundlagt i 1899 på Esbjerg Havn. I dag har de møller i Esbjerg, Svendborg og Køge. Selskabet er datterselskab til Esbjerg Havnesilo, som har norske og svenske ejere. I 2022 havde de ca. 150 ansatte og en årsomsætning på 779 mio. danske kroner.